# Mayo Kewol Marma
Pour les articles homonymes, voir Marma.
Mayo Kewol Marma (plus connu sous le nom de Marma, « mayo Kewol » étant le nom du cours d'eau) est un village du Cameroun situé dans le département du Djérem et la région de l'Adamaoua. Il fait partie de la commune de Tibati.

## Population
Lors du recensement de 2005, le village était habité par 2 420 personnes, 1 228 de sexe masculin et 1 192 de sexe féminin.

## Économie
Une exploitation artisanale du saphir a débuté à Marma vers 2001, mais a connu un ralentissement vers les années 2007 du fait de la baisse de la production. Alors que 70 % des mineurs sont originaires du Nigeria, cette activité s'accompagne de nombreux risques pour la population locale (maladies, accidents, déperdition scolaire, prostitution).